# جعفر طوقان
جعفر طوقان (عربی: جعفر طوقان؛ ۱۹ ژانویهٔ ۱۹۳۸ – ۲۵ نوامبر ۲۰۱۴) معمار فلسطینی - اردنی متولد اورشلیم یکی از مشهورترین معماران جهان عرب بود.

## زندگی‌نامه
جعفر طوقان فرزند ابراهیم توکن، شاعر فلسطینی از شهر نابلس است، او در پروژه‌های بزرگ در بسیاری از کشورهای عربی از اردن شرکت کرده‌است.
جعفر از دانشگاه آمریکایی بیروت فارغ‌التحصیل شد.
او به عنوان رئیس هیئت مدیره اتحادیه مشاوران مهندسی و محیط زیست مستقر در عمان خدمت کرده‌است. او جایزه‌های متعددی را به دست آورد، از جمله جایزه آقاخان برای معماری اسلامی در هشتمین جلسه آقاخان در سال ۱۹۹۹.

## پروژه‌ها
جعفر طوقان پروژه‌های زیادی در اردن، لبنان، خلیج فارس و اکثر کشورهای عربی اجرا کرده‌است از جمله:
- مسجد عایشه با کار در بیروت، جایی که او برای اولین بار در آن طرح جدید و جسورانه در طراحی مساجد طراحی کرده بود و در سال ۱۹۷۰ انجام شد و کار بی‌سابقه‌ای بود.
- دانشگاه علوم و تکنولوژی جای که فرصت پیدا کرد که با کنزوتانغ همکاری کند.
- طراحی روستای کودکان
- ساختن بانک اردن – عمان
- ساختمان باشگاه‌های دیونز – عمان
- آرامگاه یاسر عرفات رئیس‌جمهور سابق فلسطین - رام‌الله
- ساختمان شهرداری بزرگ عمان.
- هتل دریای مرده در اردن
- برج‌های مروارید – بحرین

## پروژه‌های در حال اجرا
- موزه باستان‌شناسی اردن
- مسکن آبشار در عقبه
- توسعه منطقه دوم تجاری در عقبه

## جایزه‌ها
- گواهی قدردانی در سال ۱۹۹۰ از سلطنت ملکه نور الحسین تلاش برای توسعه و نگهداری گالری ملی هنرهای زیبا در اردن.
- برنده جایزه سازمانهای شهری عرب برای معمار در سال ۱۹۹۲.
- برنده جایزه جهانی زیستگاه برای پروژه روستای کودکان در سال ۱۹۹۳.
- دارنده گواهی بهترین ساختمان از انجمن مهندسان اردن برای ساخت شرکت بیمه عرب در سال ۱۹۹۳.
- دارنده گواهی قدردانی از انجمن مهندسان برای بهترین ارائه یک پروژه معماری در سال ۱۹۹۳.
- برنده جایزه مدینه المنوره، پادشاهی عربستان سعودی برای معماری، ۱۹۹۷ برای پروژه دارالحدیث در مدینه.
- برنده جایزه فلسطین برای معماری، ۱۹۹۹–۲۰۰۰.
- ۲۰۰۱ جایزه آقاخان برای معماری.
- برنده جایزه سازمانهای شهرهای عرب

## درگذشت
جعفر طوقان در ۲۵ نوامبر ۲۰۱۴ امان پایتخت اردن درگذشت.